# Deyverson
Deyverson Brum Silva (Río de Janeiro, 8 de mayo de 1991) es un futbolista brasileño que juega como delantero en el Fortaleza de la Serie A de Brasil.

## Trayectoria

### Inicios
Tras formarse en el Grêmio Mangaratibense de su país natal, en 2012 se fue a Portugal para fichar por el SL Benfica B. Hizo su debut con el club el 19 de septiembre de 2012 contra el CD Tondela, tras sustituir a Luciano Teixeira en el minuto 74. El 10 de noviembre de 2012, en un partido jugado contra el UD Oliveirense, anotó su primer gol con el club.
El 6 de agosto de 2013 fue traspasado al Os Belenenses, firmando un contrato por las cuatro temporadas siguientes.

### Experiencias en Alemania y España
El 2 de febrero de 2015, Deyverson firmó un contrato de cesión por seis meses con el 1. FC Colonia de la Bundesliga alemana. Marcó su primer gol con el conjunto alemán el 8 de marzo de 2015, contra el Eintracht Frankfurt.
El 27 de julio se hizo oficial su traspaso para las cuatro temporadas siguientes con la Levante UD, por 1,8 millones de euros. Debutó en la primera jornada ante el Celta de Vigo, en la cual anotó un gol que fue anulado. Su primer gol llegó en la quinta jornada ante la SD Eibar, dando el empate en el último minuto al conjunto granota. Deyverson acabó la temporada como máximo goleador del conjunto valenciano, con nueve goles en 33 partidos, estadísticas que no evitaron el descenso.
El 21 de julio de 2016, tras el descenso del Levante, fue cedido junto con sus compañeros Zouhair Feddal y Víctor Camarasa al Deportivo Alavés, recién ascendido a la primera categoría del fútbol español. Tras arrastrar una sanción del año anterior, debutó en la segunda jornada de la competición ante el Sporting de Gijón en un empate sin goles en Mendizorroza. Su debut goleador llegó en la siguiente jornada, en la victoria por 1-2 ante el F. C. Barcelona en el Camp Nou.

### Vuelta a Brasil y España
En julio de 2017 regresó a Brasil para jugar en el S. E. Palmeiras. Tras dos años y medio, en enero de 2020 volvió al fútbol español tras llegar cedido al Getafe C. F. hasta final de temporada. Aunque esta se extendió como consecuencia de la pandemia de enfermedad por coronavirus, regresó al conjunto brasileño en la fecha prevista. El 23 de agosto se hizo oficial su vuelta al Deportivo Alavés para jugar como cedido durante un año.
Tras esta segunda etapa en España, volvió a jugar en Palmeiras. Entró en la historia del club al marcar el gol de la victoria en la final de la Copa Libertadores 2021, con la que el equipo se convirtió en el primero en veinte años en ganar dos ediciones consecutivas del torneo. Deyverson quedó libre en junio de 2022 y, en agosto, se unió al Cuiabá E. C. por dos años y medio. Su estancia en este equipo finalizó en agosto de 2024, cuando se marchó al Atlético Mineiro con un contrato hasta finales de 2025.

## Perfil
Deyverson procede de una familia de escasos recursos y por influencia de su padre, Carlos Roberto Mamaô, apostó por hacer carrera en el fútbol —que practica desde los tres años— en lugar de la música o el baile, sus otras aficiones. Ya de adulto alcanzó poco menos de 190 centímetros de estatura y, aunque en su etapa formativa se desempeñó de portero, más adelante se reconvirtió a centrodelantero. Antes de firmar con Grêmio Mangaratibense, hizo pruebas clubes nacionales e internacionales, así como trabajó empacando alimentos en mercados o vendiendo salgados en la calle. Entre los puntos fuertes de su estilo se puede mencionar la técnica con el balón, la habilidad en el juego aéreo, la presión que ejerce al rival, la capacidad física y la velocidad que emplea en las transiciones ofensivas. Por lo demás, es fanático de Vasco da Gama y su referente es uno de los mayores ídolos de esa institución, Romário, en quien se basó a la hora de mantener el temple de cara a la portería y de perfeccionar la definición.

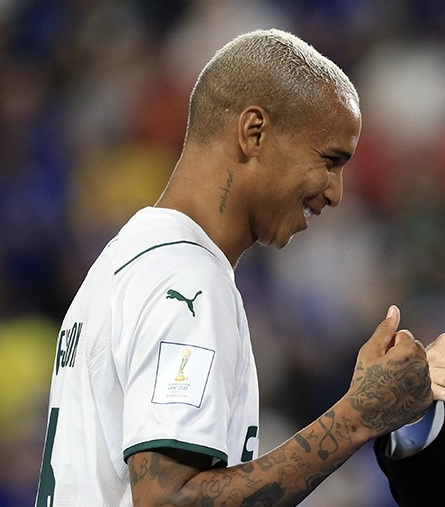
Deyverson en la ceremonia de premiación de la Copa Mundial de Clubes de 2021

Con el correr de los años, se ha desarrollado como una figura polémica, reconocida por las constantes provocaciones hacia los oponentes y por su temperamento volátil, que lo ha llevado al extremo de confrontarse físicamente con sus propios compañeros. En opinión de Luiz Felipe Scolari, quien lo dirigió en Palmeiras, este deportista «tiene una llavecita que a veces no le funciona, y no se da cuenta de que el principal perjudicado es él». Son frecuentes en su juego también las simulaciones de faltas, a las que incurre como tentativas de que los adversarios sean penalizados. Por otro lado, en Cuiabá fue menester que demostrara una faceta hasta entonces nunca vista en él: la de referente del equipo. Esto lo promovió el entrenador, Luis Fernando Iubel, quien le inculcó que fuera «más consciente de sus acciones» y se «convirtiera en un líder».
Durante buena parte de su carrera se expuso como un futbolista «displicente», «pendenciero» y, en definitiva, poco profesional, pues, por caso, bebía cerveza en grandes cantidades en los ratos libres. De hecho, fue este comportamiento, sumada la tendencia a recibir amonestaciones y expulsiones, lo que en un momento acabó truncando su convocatoria a la selección brasileña. A partir de su matrimonio con Karina Alexandre, con quien tiene tres hijos, mejoró los hábitos alimenticios y dejó el alcohol, algo que para Deyverson fue un factor clave en su rendimiento mostrado en la vuelta al fútbol brasileño en la década de 2020. Influido por su esposa y por su amigo Pepê, tomó los hábitos del evangelicalismo y se bautizó en 2023.

## Estadísticas
- Actualizado al 31 de mayo de 2025.[1][2]

| Club | Div.  | Temporada | Liga  | Liga  | Liga   | Regional(1) | Regional(1) | Regional(1) | Nacional(2) | Nacional(2) | Nacional(2) | Internacional(3) | Internacional(3) | Internacional(3) | Total(4) | Total(4) | Total(4) |
| Club | Div.  | Temporada | Part. | Goles | Asist. | Part.       | Goles       | Asist.      | Part.       | Goles       | Asist.      | Part.            | Goles            | Asist.           | Part.    | Goles    | Asist.   |
| --- | ----- | --------- | ----- | ----- | ------ | ----------- | ----------- | ----------- | ----------- | ----------- | ----------- | ---------------- | ---------------- | ---------------- | -------- | -------- | -------- |
| Mangaratibense · Brasil | 3.ª   | 2011      | —     | —     | —      | 14          | 9           | 0           | —           | —           | —           | —                | —                | —                | 14       | 9        | 0        |
| Mangaratibense · Brasil | 3.ª   | 2012      | —     | —     | —      | 17          | 9           | 0           | —           | —           | —           | —                | —                | —                | 17       | 9        | 0        |
| Mangaratibense · Brasil | Total | Total     | 0     | 0     | 0      | 31          | 18          | 0           | 0           | 0           | 0           | 0                | 0                | 0                | 31       | 18       | 0        |
| S. L. Benfica "B" Portugal | 2.ª   | 2012-13   | 29    | 8     | 1      | —           | —           | —           | —           | —           | —           | —                | —                | —                | 29       | 8        | 1        |
| S. L. Benfica "B" Portugal | Total | Total     | 29    | 8     | 1      | 0           | 0           | 0           | 0           | 0           | 0           | 0                | 0                | 0                | 29       | 8        | 1        |
| C. F. Belenenses Portugal | 1.ª   | 2013-14   | 8     | 3     | 0      | —           | —           | —           | 1           | 0           | 0           | —                | —                | —                | 9        | 3        | 0        |
| C. F. Belenenses Portugal | 1.ª   | 2014-15   | 16    | 8     | 2      | —           | —           | —           | 9           | 1           | 0           | —                | —                | —                | 25       | 9        | 2        |
| C. F. Belenenses Portugal | Total | Total     | 24    | 11    | 2      | 0           | 0           | 0           | 10          | 1           | 0           | 0                | 0                | 0                | 34       | 12       | 2        |
| F. C. Colonia · Alemania | 1.ª   | 2014-15   | 8     | 1     | 0      | —           | —           | —           | 1           | 1           | 0           | —                | —                | —                | 9        | 2        | 0        |
| F. C. Colonia · Alemania | Total | Total     | 8     | 1     | 0      | 0           | 0           | 0           | 1           | 1           | 0           | 0                | 0                | 0                | 9        | 2        | 0        |
| Levante U. D. · España | 1.ª   | 2015-16   | 33    | 9     | 1      | —           | —           | —           | —           | —           | —           | —                | —                | —                | 33       | 9        | 1        |
| Levante U. D. · España | Total | Total     | 33    | 9     | 1      | 0           | 0           | 0           | 0           | 0           | 0           | 0                | 0                | 0                | 33       | 9        | 1        |
| Deportivo Alavés · España | 1.ª   | 2016-17   | 32    | 7     | 1      | —           | —           | —           | 5           | 0           | 0           | —                | —                | —                | 37       | 7        | 1        |
| Deportivo Alavés · España | Total | Total     | 37    | 7     | 1      | 0           | 0           | 0           | 5           | 0           | 0           | 0                | 0                | 0                | 37       | 7        | 1        |
| Palmeiras · Brasil | 1.ª   | 2017      | 19    | 7     | 2      | —           | —           | —           | —           | —           | —           | 1                | 0                | 0                | 20       | 7        | 2        |
| Palmeiras · Brasil | 1.ª   | 2018      | 26    | 9     | 2      | 2           | 0           | 0           | 3           | 0           | 0           | 8                | 0                | 0                | 39       | 9        | 2        |
| Palmeiras · Brasil | 1.ª   | 2019      | 24    | 5     | 2      | 7           | 1           | 1           | 3           | 0           | 0           | 7                | 2                | 0                | 41       | 8        | 3        |
| Palmeiras · Brasil | Total | Total     | 69    | 21    | 6      | 9           | 1           | 1           | 6           | 0           | 0           | 16               | 2                | 0                | 100      | 24       | 7        |
| Getafe · España | 1.ª   | 2019-20   | 5     | 0     | 1      | —           | —           | —           | —           | —           | —           | 2                | 1                | 0                | 7        | 1        | 1        |
| Getafe · España | Total | Total     | 5     | 0     | 1      | 0           | 0           | 0           | 0           | 0           | 0           | 2                | 1                | 0                | 7        | 1        | 1        |
| Deportivo Alavés · España | 1.ª   | 2020-21   | 27    | 1     | 3      | 2           | 0           | 0           | —           | —           | —           | —                | —                | —                | 29       | 1        | 3        |
| Deportivo Alavés · España | Total | Total     | 27    | 1     | 3      | 2           | 0           | 0           | 0           | 0           | 0           | 0                | 0                | 0                | 29       | 1        | 3        |
| Palmeiras · Brasil | 1.ª   | 2021      | 26    | 4     | 3      | —           | —           | —           | —           | —           | —           | 5                | 1                | 0                | 31       | 5        | 3        |
| Palmeiras · Brasil | 1.ª   | 2022      | —     | —     | —      | 7           | 1           | 0           | —           | —           | —           | 0                | 0                | 0                | 7        | 1        | 0        |
| Palmeiras · Brasil | Total | Total     | 26    | 4     | 3      | 7           | 1           | 0           | 0           | 0           | 0           | 5                | 1                | 0                | 38       | 6        | 3        |
| Cuiabá · Brasil | 1.ª   | 2022      | 16    | 6     | 0      | —           | —           | —           | —           | —           | —           | —                | —                | —                | 16       | 6        | 0        |
| Cuiabá · Brasil | 1.ª   | 2023      | 36    | 12    | 2      | 8           | 5           | 0           | 1           | 0           | 0           | —                | —                | —                | 45       | 17       | 2        |
| Cuiabá · Brasil | 1.ª   | 2024      | 3     | 0     | 0      | 12          | 6           | 5           | 2           | 0           | 1           | 4                | 3                | 1                | 21       | 9        | 7        |
| Cuiabá · Brasil | Total | Total     | 55    | 18    | 2      | 20          | 11          | 5           | 3           | 0           | 1           | 4                | 3                | 1                | 82       | 32       | 9        |
| Atlético Mineiro · Brasil | 1.ª   | 2024      | 17    | 2     | 1      | —           | —           | —           | —           | —           | —           | 6                | 4                | 1                | 23       | 6        | 2        |
| Atlético Mineiro · Brasil | 1.ª   | 2025      | —     | —     | —      | 8           | 1           | 0           | 2           | 1           | 0           | —                | —                | —                | 10       | 2        | 0        |
| Atlético Mineiro · Brasil | Total | Total     | 17    | 2     | 1      | 8           | 1           | 0           | 2           | 1           | 0           | 6                | 4                | 1                | 33       | 8        | 2        |
| Fortaleza · Brasil | 1.ª   | 2025      | 9     | 1     | 0      | —           | —           | —           | 2           | 0           | 1           | 5                | 2                | 0                | 16       | 3        | 1        |
| Fortaleza · Brasil | Total | Total     | 9     | 1     | 0      | 0           | 0           | 0           | 2           | 0           | 1           | 5                | 2                | 0                | 16       | 3        | 0        |
| Total | Total | Total     | 339   | 83    | 21     | 77          | 32          | 6           | 29          | 3           | 2           | 38               | 13               | 2                | 483      | 131      | 31       |
| (1) Incluye datos de Campeonato Carioca, Campeonato Paulista, Campeonato Matogrossense, Copa Verde y Campeonato Mineiro. (2) Incluye datos de la Copa de la Liga de Portugal, Copa de Portugal, Copa de Alemania, Copa del Rey y Copa de Brasil. (3) Incluye datos de la Copa Libertadores, Copa Sudamericana, Recopa Sudamericana y Liga Europa de la UEFA. (4) No incluye goles en partidos amistosos. |       |           |       |       |        |             |             |             |             |             |             |                  |                  |                  |          |          |          |

## Palmarés

### Campeonatos regionales
| Título                   | Club             | Estado       | Año  |
| ------------------------ | ---------------- | ------------ | ---- |
| Campeonato Paulista      | S. E. Palmeiras  | São Paulo    | 2022 |
| Campeonato Matogrossense | Cuiabá E. C.     | Mato Grosso  | 2023 |
| Campeonato Matogrossense | Cuiabá E. C.     | Mato Grosso  | 2024 |
| Campeonato Mineiro       | Atlético Mineiro | Minas Gerais | 2025 |

### Campeonatos nacionales
| Título  | Club            | País   | Año  |
| ------- | --------------- | ------ | ---- |
| Serie A | S. E. Palmeiras | Brasil | 2018 |

### Campeonatos internacionales
| Título              | Club            | Sede       | Año  |
| ------------------- | --------------- | ---------- | ---- |
| Copa Libertadores   | S. E. Palmeiras | Montevideo | 2021 |
| Recopa Sudamericana | S. E. Palmeiras | São Paulo  | 2022 |